# Wumms
Wumms (Eigenschreibweise: WUMMS) ist ein satirisches Sport-Format von Funk, das von Radio Bremen in Zusammenarbeit mit dem Norddeutschen Rundfunk umgesetzt wird. Der Untertitel von Wumms lautet „Die Sportsatire mit Bumms.“ Wumms ist die reichweitenstärkste Marke aller Funk-Produktionen. Das Team betreibt Kanäle auf YouTube, Instagram, Facebook, Twitter und TikTok. Hauptsitz der Redaktion ist Bremen.

## Geschichte
Ursprünglich wurde Wumms als Sportsatire für das Fernsehen entwickelt. Unter dem Titel WUMMS! Die Sportshow moderierte Micky Beisenherz 2014 und 2015 dreimal eine 30-minütige Satiresendung im NDR Fernsehen. Aufgezeichnet wurde WUMMS! Die Sportshow im NDR-Studio 3 in Hamburg – in gleicher Kulisse wie die regionale Sendung Sportclub. Beisenherz hatte auch zwei Auftritte in der Satiresendung extra 3, in der er eine Sportrubrik namens Wumms präsentierte. Nach drei Ausgaben wurde das Fernsehformat mit Beisenherz nicht weitergeführt, die Marke existiere allerdings weiterhin im Netz.
Mit Gründung des öffentlich-rechtlichen Jugend-Content-Netzwerks Funk wurde auch das Angebot Wumms von Radio Bremen, dem NDR und zwischenzeitlich auch dem Westdeutschen Rundfunk weiter ausgebaut. Heute gehört die Redaktion zur Abteilung Digitale Garage von Radio Bremen. Unter der Marke entstanden Kanäle auf verschiedenen sozialen Netzwerken.
Der YouTube-Kanal etwa ging bereits im April 2016 an den Start. Das erste Video ist eine Parodie auf einen Werbespot des Bundesministeriums für Gesundheit: Warum du heute noch Bayern-Fan werden solltest. Zu sehen waren Freddy Radeke, Jakob Leube und Lea Finn, die bis heute für Wumms Satirevideos drehen. Radeke und Leube präsentierten auch eine Best-Of-Ausgabe der Netzvideos als Saisonrückblick der Fußball-Bundesliga 2017/18 im NDR Fernsehen. Der neueste aktuelle Kanal von Wumms ist auf TikTok. Im Sommer 2019 wurden hier erste Clips veröffentlicht.

## Zielgruppe und Ausrichtung
Das von ARD und ZDF ins Leben gerufene Content-Netzwerk Funk hat die Zielgruppe der 14- bis 29-Jährigen für sich bestimmt. Bei Wumms beginnt diese Zielgruppe noch früher. Redakteur Dominique Ziesemer sagte dem Kölner Express, man habe besonders bei YouTube schon die Nutzer ab acht Jahren im Fokus. Häufig macht die Wumms-Redaktion auch Gags, die sich mit dem Alltag in der Schule auseinandersetzen und diesen auf Ereignisse in der Sportwelt projizieren. Ziesemer sagte über Wumms, der Anspruch sei, dass die Nutzer von Wumms auf amüsante Art und Weise von Neuigkeiten im Sport erfahren: „Und sich dann vielleicht noch dreimal mehr Infos bei der Sportschau holen, aber im Prinzip die Info bei uns schon bekommen und das im besten Fall noch mit ihren Kumpels teilen.“

## Formate
Die Redaktion von Wumms produziert regelmäßig Formate für verschiedene Kanäle. Viele Formate werden originär für eine bestimmte Plattform produziert aber zusätzlich noch auf anderen verbreitet.

### YouTube

#### Monsters of Kreisklasse
Monsters of Kreisklasse ist ein für YouTube produziertes Trickfilm-Format. Darin trifft der fiktive Fußballverein Borussia Hodenhagen jeweils auf ein anderes Team. Die Gegner sind dabei sowohl Menschen (Politiker, Querdenker, Popstars) oder eine Referenz an die Popkultur (Memes, Minecraft, Handygames). Außerdem erschien zum fünften Geburtstag von funk im Oktober 2021 die selbstreferenzielle Folge funk vs. Borussia Hodenhagen.
Kern einer jeden Folge von Monsters of Kreisklasse sind jeweils wiederkehrende Running Gags. So wird etwa vor und nach jedem Video eine zum Thema passende Sponsoring-Parodie gezeigt. Die Folge Märchen vs. Borussia Hodenhagen wurde zum Beispiel von Froschkönig Pilsener präsentiert, einer Mischung aus dem Märchen Der Froschkönig und der Biermarke König Pilsener. Zudem fällt in jeder Folge der Satz „Nicht schön, aber so ist Fußball“. Produziert wird Monsters of Kreisklasse von der Produktionsfirma HD Entertainment in Hannover.

#### Maskottchen Deathmatch
Maskottchen Deathmatch ist ein Spin-off von Monsters of Kreisklasse. Im gleichen Animationsstil treffen zwei Maskottchen von Bundesligavereinen gegeneinander in einem Wrestlingring und kämpfen gegeneinander bis zu Tod von mindestens einem der beiden. So kämpften bisher Bulli von RB Leipzig gegen Hoffi von TSG Hoffenheim oder auch Berni von FC Bayern München gegen EMMA von Borussia Dortmund. Die Vorlage für dieses Konzept ist die bekannte Fernsehsendung Celebrity Deathmatch von MTV. Wie bei Monsters of Kreisklasse machen die beiden Ansager Hank und Frank viele Wortwitze und Popkulturanspielungen bei den Kommentaren. Einer der Running Gags ist der Abschlusssatz jeder Folge: Hank: "Das war Maskottchen Deathmatch. Ich bin Hank." Frank: "Ich bin Frank." Beide: "Vielen Dänk." Gefolgt von einem ähnlichen Reim von Frank, etwa "Kein Geschenk", "Handgelenk" "Ausgerengt" etc.
Anders als bei Monsters of Kreisklasse werden die Folgen nicht als reguläre Videos veröffentlicht, sondern als YouTube Shorts. Außerdem wird die Ansagertonspur auch auf Apple Music und Spotify veröffentlicht.

#### Songs
Verschiedene Fußballer und Funktionäre bekommen ihre eigenen satirischen Songs, die auf dem YouTube-Kanal von Wumms veröffentlicht werden. Produziert werden diese Songs von Dennis Kaupp und Jesko Friedrich, die eine solche Rubrik auch bei der Satiresendung extra 3 beliefern. Kein anderes Wumms-Format wird so oft abgerufen wie die Songs.
Auf dem YouTube-Kanal sind mehr als 40 der meistgeklickten Videos Songs oder Raps. Das Lied über Sergio Ramos hält dabei mit knapp 50 Millionen Aufrufen den Rekord – nicht nur bei Wumms, sondern bei sämtlichen YouTube-Kanälen von Funk.

#### Freddy & Jakob
Freddy Radeke und Jakob Leube schreiben, drehen und produzieren verschiedene Sketch-Videos für den YouTube-Kanal von Wumms. Oft stehen hier Organisationen wie die UEFA oder die FIFA im Vordergrund, die wegen verschiedener Praktiken kritisiert werden. Aber auch kriselnde Bundesligavereine wie der Hamburger SV oder der FC Schalke 04 tauchen häufig in den Videos auf. Mehrfach ist auch Lea Finn in den Videos zu sehen.

#### ZWUMMS
ZWUMMS ist der Zweitkanal von Wumms auf YouTube. Hier werden längere Videos gepostet, die häufig einen Blick hinter die Kulissen zeigen. ZWUMMS wird von dem Wumms-Team auch genutzt, um direkt mit den Fans in Kontakt zu treten – entweder über Q&A-Videos oder über Livestreams vor den Spielen der deutschen Nationalmannschaft bei der Fußball-Europameisterschaft 2021. Auf ZWUMMS werden zudem alle Euro-, EM- und Transfer-Report-Ausgaben hochgeladen.

### Instagram

#### Euroreport/EM-Report
Der Euroreport erscheint immer zu Beginn von Spieltagen der UEFA Champions League, der UEFA Europa League und der UEFA Europa Conference League als Story auf dem Instagram-Kanal von Wumms. Präsentator Maximilian Kamp zeigt auf seiner Flippy genannten Flipchart wettbewerbsübergreifend jeweils das wichtigste, langweiligste, beste und lustigste Spiel des anstehenden Spieltags. Zur UEFA EURO 2020 gab es erstmals auch einen EM-Report, für den dieses Konzept etwas abgewandelt wurde. Vor und nach jedem Euro- oder EM-Report läuft die Hymne der Europäischen Union, die Ode an die Freude von Ludwig van Beethoven.

#### Transfer-Report
Hier schlüpft Maximilian Kamp in die Rolle eines Privatdetektivs, der herausfinden möchte, welcher Profifußballer als Nächstes zu welchem Verein wechselt. Als Running Gag werden hier übertrieben konstruierte Wortspiele eingesetzt. Am Ende eines jeden Falls tippt Kamp auf einer imaginären Schreibmaschine die Wahrscheinlichkeit, dass die Prognose eintrifft. Der Transfer-Report erscheint meistens in der Sommer- oder Winterpause der großen Fußballligen als Instagram-Story.

#### Memes
Täglich postet das Team von Wumms auf Instagram, Facebook und Twitter mindestens ein satirisches Sport-Meme. Zu größeren Sportevents wie Spielen der Fußball-Bundesliga, der Darts-Weltmeisterschaft oder der Formel 1 erscheinen auch jeweils mehrere Posts an einem Tag. Grundsätzlich konzentriert sich das Team allerdings meistens auf Fußball. Andere populäre Sportarten wie Handball, Basketball oder Wintersport kommen kaum vor.

#### Tipp mit Wumms
Unter dem Titel Tipp mit Wumms erscheinen meistens am Freitag vor einem Bundesliga-Spieltag Tipps, wie die neun Spiele ausgehen als Instagram-Story. Host war zuerst Ben Safier, der sich wöchentlich mit prominenten Tippern abgewechselt hat. Seit Ende 2021 tippen nun neben den Prominenten immer wechselnde Mitglieder des Wumms-Teams.

#### Realtalk
Als Realtalk laufen ursprünglich für Instagram und Facebook konzipierte einminütige Videos, die Szenen eines Fußballspiels neu synchronisiert zeigen. Ähnlich wie bei Monsters of Kreisklasse gibt es auch hier einen wiederkehrenden Running Gag, nämlich die Frage „Hat jemand ein Ladekabel dabei?“.

### TikTok

#### Unnützes Fußball-Wissen
Unnützes Fußball-Wissen ist ein Format, das von Arne Helms auf TikTok präsentiert wird. Hier kommen wahre aber kuriose Fakten rund um das Fußballspiel zur Sprache, so etwa die schnellste rote Karte aller Zeiten oder der erste Brasilianer der Bundesliga.

#### Trends
Neben dem unnützen Fußball-Wissen postet Wumms auf TikTok jede Woche viele Kurzclips, die meistens von Arne Helms, Ole Sudmann oder Dani Beck produziert werden. Hier werden häufig populäre TikTok-Sounds oder Trends weiterverarbeitet und auf den Bereich Sport angepasst. Außerdem werden Ausschnitte von anderen Wumms-Videos wie von Freddy und Jakob oder Monsters of Kreisklasse gepostet.

## Ehemalige Formate
Zahlreiche Formate führt die Redaktion mittlerweile nicht mehr fort. Für Facebook und Twitch wird kein exklusiver Content mehr erstellt.

### YouTube

#### Was Fans nie sagen würden
In der Reihe Was Fans nie sagen würden machten sich Freddy Radeke und Jakob Leube über verschiedene Vereine, Städte und Fans der 1. und 2. Fußball-Bundesliga lustig. Für die Videos wurden mehrere kleine Sketche pro Verein aneinandergereiht.

#### Bennos Sportwelt
Bennos Sportwelt war ein Video-Format für YouTube und Facebook, in dem der Protagonist Benno den Alltag als Sport-Fan erlebt. Mal fuhr er als Fußballfan auf Auswärtsfahrt, mal bereitete er sich auf die anstehende Darts-WM vor und ein anderes Mal wurde er zum Handball-Event-Fan.

#### Typen, die jeder kennt
Sebastian Meichsner (alias C-Bas), der unter anderem den YouTube-Kanal Bullshit TV gründete und betrieb, präsentierte für Wumms das Format Typen, die jeder kennt (ähnliche Videos machte er auch auf seinem eigenen Kanal). In Zusammenarbeit mit Johannes Meinow bildete er humoristisch klassische Situationen des Sports ab. Dabei blieben sie nicht nur beim Profifußball, sondern zeigten auch Tennis, American Football und Amateursport.

#### Raps
Neben den Songs gab es eine Zeit lang auch Raps von Wumms. Der Unterschied war der, dass die Raps aus Original-Tönen der Protagonisten zusammengeschnitten waren. Gegenstände der Raps waren unter anderem Freiburg-Trainer Christian Streich, der ehemalige Bundestrainer Joachim Löw oder die Pokalfinalisten Thomas Müller und Timo Werner.

#### Das Monsters of Kreisklasse WM Studio mit Wolle Krassmann
Zur Fußball-Weltmeisterschaft 2018 in Russland gab es ein 7-teiliges Spinoff der Serie Monsters of Kreisklasse, in dem die Zeichentrickfigur Wolle Krassmann vor jedem der drei Vorrunden- und vier KO-Runden-Spieltage den bisherigen Verlauf der WM kommentierte und eine Prognose für anstehende Spiele abgab.

#### Der EM WUMMS mit Borussia Hodenzlatan
Während der Fußball-Europameisterschaft 2021 lief ein weiteres 7-teiliges Monsters of Kreisklasse-Spinoff zum Turnier. In der Serie trafen sich die Protagonisten der Monsters of Kreisklasse-Serie jeweils vor den EM-Spieltagen im Wohnzimmer ihres Mitspielers Kevin, um gemeinsam auf die bisherigen EM-Ereignisse zurückzublicken und auf zukünftige Spiele zu schauen. Regelmäßiger Gast war eine gezeichnete Version von Zlatan Ibrahimović, der – in der Realität – aufgrund einer Verletzung an der EM nicht teilnehmen konnte und in der Rolle eines allwissenden Mentors auftrat. Jede Folge endete mit dem "WUMMS EM Ohrakel", das jeweils das Ergebnis eines anstehenden Spiels vorhersagte.

### Instagram

#### Was machen Sachen
Was machen Sachen mit Ben Safier war ein Instagram-Story-Format, in dem der Präsentator ein kontroverses Thema aus dem Sport diskutiert hat. Im Anschluss daran konnte die Community dem Wumms-Team ihre Meinung dazu schreiben. Vereinzelt wurden Screenshots von Direktnachrichten im Anschluss in der Story veröffentlicht.

### Facebook

#### Studio Riese
Studio Riese war ein Video-Format für Facebook, das ebenfalls auf YouTube ausgespielt wurde. In etwa 40-sekündigen Animationsvideos unterhielt sich ein Bodybuilder mit einer Fitnessstudiomitarbeiterin meistens über anstehende Begegnungen in der Fußball-Bundesliga. Der Bodybuilder ist dabei eine Parodie auf den ehemaligen Fußballtorhüter Tim Wiese. Als Running Gag isst dieser in fast jeder Folge ein lebendiges Huhn und sagt daraufhin „Proteine“. Produziert wurde Studio Riese von The Soulcage Department in Bremen. Mit den letzten Folgen von Studio Riese gingen die ersten Ausgaben von Monsters of Kreisklasse online.

#### Der Sievi
Im Format Der Sievi sah man Timo Sievert ausrasten. Der bekennende Fan des Hamburger SV schilderte einen Umstand des Profifußballs und legte die Situation zuerst relativ entspannt dar, ehe er sich fürchterlich darüber aufregte und in die Kamera brüllte.

### Twitch

#### WUMMS Champions League
Unter dem Namen WUMMS_TV betrieb die Redaktion kurzzeitig einen Gaming-Account auf der Streamingplattform Twitch. Hier wurden Spiele der UEFA Champions League 2019/20 auf der PlayStation gespielt, die zeitweise wegen der COVID-19-Pandemie ausgesetzt wurden. Allerdings waren diese Paarungen nicht die, die nach Wiederaufnahme des Spielbetriebs tatsächlich stattfanden. So hieß etwa das Finale bei Wumms FC Barcelona gegen Atalanta Bergamo. Tatsächlich spielten der FC Bayern München und Paris St. Germain um den Titel.

## Trivia
- In der Ausgabe Memes vs. Borussia Hodenhagen der Reihe Monsters of Kreisklasse spricht Fußballtrainer Peter Neururer den Satz „Nicht schön, aber so ist Fußball“.[19]
- In Folge 30 von Studio Riese, Saisonfinale, wurde der Bodybuilder nicht wie gewohnt von Freddy Radeke synchronisiert, sondern von Tim Wiese, der Vorbild für die Figur war.[20]
- Am 3. Juni 2020 sagte der damalige Bundesfinanzminister Olaf Scholz, man wolle „mit Wumms aus der Corona-Krise“ kommen.[21] Danach trendete der Hashtag „Wumms“ auf Twitter, woraufhin sich die Redaktion persönlich bei Olaf Scholz bedankte.

## Auszeichnungen
Die Episode 19 der 1. Staffel von Monsters of Kreisklasse, Religionen, wurde 2019 mit dem Civis Medienpreis in der Kategorie CIVIS DIGITAL SPECIAL Fußball und Integration ausgezeichnet. Im Urteil der Jury hieß es: „Spielerisch werden die Weltreligionen im Kontext des Fußballs mit klugem Wortwitz bedacht. [...] Für mehr Leichtigkeit und Toleranz - ohne die Würde zu verlieren. Beeindruckend in Form und Inhalt.“